# Vert-le-Grand
Vert-le-Grand is een gemeente in het Franse departement Essonne (regio Île-de-France) en telt 1911 inwoners (1999). De plaats maakt deel uit van het arrondissement Évry.

## Geografie
De oppervlakte van Vert-le-Grand bedraagt 15,9 km², de bevolkingsdichtheid is 120,2 inwoners per km².
De onderstaande kaart toont de ligging van Vert-le-Grand met de belangrijkste infrastructuur en aangrenzende gemeenten.

## Demografie
Onderstaande figuur toont het verloop van het inwonertal (bron: INSEE-tellingen).